# Фидес
Фидес – Унгарски граждански съюз (на унгарски: Fidesz – Magyar Polgári Szövetség) е политическа партия в Унгария, бивш член на Европейската народна партия. Управлява в периода 1998 – 2002 и след 2010 година.

## История
Тя е създадена през 1988 г. като некомунистическа младежка организация под името Съюз на младите демократи (съкращението е ФИДЕС на унгарски). Самоопределя се тогава като либерална формация, има тесни връзки с партията Съюз на свободните демократи, често се възприема като нейна младежка секция.
През 1992 г. в ръководството надделява становището за необходимост от промяна на политическия курс на партията, започва движение в дясна посока. През 1996 г. Фидес вече е ръководна сила на унгарската десница. Една малка част от членовете на партията, несъгласни с новата политика, се присъединяват към Съюза на свободните демократи.

## Участия в избори

### Парламентарни избори
| Година на избори | Национално събрание | Национално събрание | Национално събрание | Национално събрание | Статус                 |
| Година на избори | Получени гласове    | Дял от гласовете    | Спечелени мандати   | +/−                 | Статус                 |
| ---------------- | ------------------- | ------------------- | ------------------- | ------------------- | ---------------------- |
| 1990             | 439 481             | 8,95 % (#5)         | 21 / 386            |                     | парламентарна опозиция |
| 1994             | 379 295             | 7,02 % (#6)         | 20 / 386            | 1                   | парламентарна опозиция |
| 1998             | 1 263 522           | 28,18 % (#1)        | 148 / 386           | 128                 | управляваща партия     |
| 20021            | 2 306 763           | 41,07 % (#2)        | 164 / 386           | 16                  | парламентарна опозиция |
| 20062            | 2 272 979           | 42,03 % (#2)        | 141 / 386           | 23                  | парламентарна опозиция |
| 20102            | 2 706 292           | 52,73 % (#1)        | 227 / 386           | 86                  | управляваща партия     |
| 20142            | 2 264 486           | 44,87 % (#1)        | 117 / 199           | 110                 | управляваща партия     |
| 20182            | 2 498 128           | 48,48 % (#1)        | 134 / 199           | 17                  | управляваща партия     |

1 Заедно с Унгарски демократичен форум

2 Заедно с Християндемократическа народна партия

### Избори за Европейски парламент
| Година на избори | Получени гласове | Дял от гласовете | Спечелени мандати | +/− | Бележки |
| ---------------- | ---------------- | ---------------- | ----------------- | --- | ------- |
| 2004             | 1 457 750        | 47.4 (#1)        | 12 / 24           |     |         |
| 2009             | 1 632 309        | 56.36 (#1)       | 14 / 22           | 2   |         |
| 2014             | 1 193 991        | 51.48 (#1)       | 12 / 21           | 2   |         |